# 2-(1-Naftylo)-5-fenylooksazol
2-(1-Naftylo)-5-fenylooksazol, αNPO – organiczny związek chemiczny, pochodna oksazolu podstawiona grupą fenylową i naftylową. Stosowany jako scyntylator krystaliczny, a w scyntylatorach ciekłych jako substancja przesuwająca zakres widma.